# Gare de Nîmes - Manduel - Redessan
Gare de Nîmes - Manduel - Redessan egy vasútállomás Franciaországban, Nîmes közelében. Várható megnyitása 2018. június 7 lett volna, ám ezt elhalasztották 2019-re.

## Vasútvonalak
Az állomást az alábbi vasútvonalak érintik:
- Tarascon–Sète-Ville-vasútvonal
- Nîmes–Montpellier nagysebességű vasútvonal

## Kapcsolódó állomások
A vasútállomáshoz az alábbi állomások vannak a legközelebb:
- Gare de Montpellier-Sud-de-France
- Gare de Nîmes
- Gare de Tarascon
- Gare de Beaucaire